# Sándor Petőfi
Sándor Petőfi, nascido Sándor Petrovics (Kiskőrös, 1 de janeiro de 1823 - Segesvár, 31 de julho de 1849) foi um poeta húngaro do Romantismo.
Iniciou muito jovem a sua trajectória literária, criando uma poesia revolucionária em temas e formas mas na tradição poética do seu país. Os temas fundamentais da sua lírica foram o amor e a liberdade.
Escreveu um extenso poema narrativo titulado János, o herói ou João o paladino (János Vitéz) (1845).
Faleceu em 1849 na batalha de Segesvár (actualmente Sighişoara, na Roménia), uma das batalhas da guerra da independência húngara de 1848 e é hoje reconhecido entre os magiares como herói e poeta nacional.

## Obra
- Versek, 1844
- A helység kalapácsa, 1844
- Cipruslombok Etelke sírjára, 1845
- János vitéz, 1845 (poema narrativo)
- Versek II, 1845
- Úti jegyzetek, 1845
- A hóhér kötele, 1846 (novela)
- Felhők, 1846
- Versei, 1846
- Tigris és hiéna, 1847 (novela)
- Összes költeményei, 1847
- Bolond Istók, 1847 (poema narrativo)
- Nemzeti dal (Canção nacional), 1848
- Az apostol, 1848